# Acrophylla alta
Acrophylla alta är ett leddjur i familjen vandrande pinnar och den tyngsta arten i ordningen spökskräckor. Artepitet alta syftar på förekomsten i höglandet.
Arten når en längd av cirka 40 cm (inklusive svansen) och en genomsnittlig vikt av 44 g.
Acrophylla alta lever i kyliga regnskogar i delstaten Queensland i Australien och vistas i trädens kronor. Antagligen är storleken insektens anpassning till den låga temperaturen. För att skilja arten från andra släktmedlemmar har äggen undersökts. Beroende på art, finns de på en speciell yta. Liksom andra familjemedlemmar anses arten vara växtätare.
Acrophylla alta har beskrivits med hjälp av en hona. Ett exemplar på ett fotografi som troligen föreställer en hane behöver ytterligare undersökningar. För den undersökta honan antas att den genomgick hela metamorfosen.
I motsats till andra släktmedlemmar är utskotten på bålen utformade som knölar och inte som taggar. Exemplaren hittades i delstatens högland. Äggen har en ljusbrun färg samt små fördjupningar och varierande mönster. Exemplarens färgsättning är främst ljusbrun med några gröna strimmor. Huvudet är endast lite längre än brett. En liten främre vinge är grön med ljusa punkter och en stor vinge har vid framsidan samma färgsättning samt en bredare mörkbrun del. Artens halva vingspann är 24 mm.